# Royal Borough of Greenwich
Der Royal Borough of Greenwich [ˈgɹɛnɪtʃ; ˈgɹɪnɪtʃ] (früher London Borough of Greenwich) ist ein Stadtbezirk von London. Er liegt im Osten der Stadt. Bei der Gründung der Verwaltungsregion Greater London im Jahr 1965 entstand er aus dem Metropolitan Borough of Greenwich und dem Metropolitan Borough of Woolwich im ehemaligen County of London.
Anlässlich des 60. Thronjubiläums (Diamond Jubilee) von Königin Elisabeth II. wurde dem Stadtbezirk am 3. Februar 2012 der Status eines Royal Borough verliehen. Es handelt sich um den vierten Borough mit dem Zusatz „Royal“ (nach Kensington and Chelsea, Kingston upon Thames und Windsor and Maidenhead) sowie den ersten seit 1927.

## Stadtteile
- Abbey Wood
- Blackheath
- Charlton
- Coldharbour and New Eltham
- Eltham (North, South, West)
- Greenwich
- Greenwich West
- Glyndon
- Kidbrooke
- Middle Park
- Sutcliffe
- Peninsula
- Plumstead
- Shooter’s Hill
- Thamesmead 1, 2
- Westcombe Park
- Woolwich Common
- Woolwich Riverside

1 – Zu entsprechenden Stadtteilen gibt es noch keine eigenen Artikel, nur Weiterleitungen zum übergeordneten Bezirk.
2 – Thamesmead ist auch Teil des Bezirkes Bexley.

## Bevölkerung
Die Bevölkerung setzte sich 2008 zusammen aus 73,2 % Weißen, 7,9 % Asiaten, 12,9 % Schwarzen und 1,7 % Chinesen.

## Stadtteil Greenwich

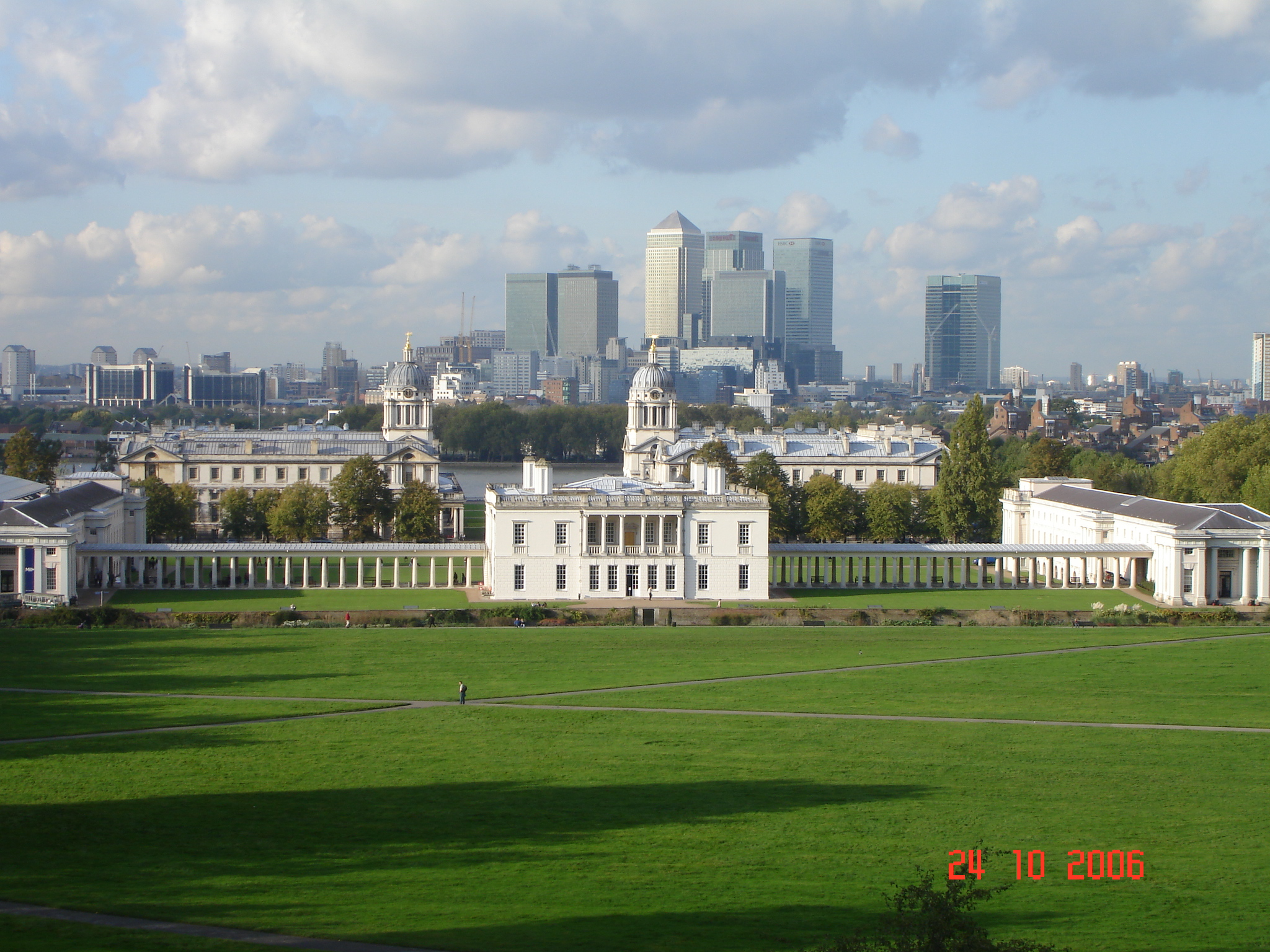
Queen’s House, dahinter Royal Naval College und die Wolkenkratzer von Canary Wharf

Der Stadtteil Greenwich ist international bekannt als Ausgangspunkt des Nullmeridians und der Greenwich Mean Time sowie als Zentrum der Royal Navy. Greenwich war nach dem Bau des Palace of Placentia im frühen 15. Jahrhundert Residenzort mehrerer englischer Könige. Nach dem Bürgerkrieg zerfiel der Palast. An dessen Stelle entstand das königliche Seefahrerkrankenhaus, das sich 1873 zum Royal Naval College wandelte. Seit 1998 wird es von der University of Greenwich und vom Trinity College of Music genutzt. Seit 1997 gehört der Stadtteil zum UNESCO-Weltkulturerbe.

## Sehenswürdigkeiten
- Old Royal Naval College
- National Maritime Museum
- University of Greenwich
- Royal Greenwich Observatory
- Greenwich Park
- Queen’s House
- Ranger’s House
- Cutty Sark
- Charlton House
- The O2
- Thames Barrier
- Eltham Palace
- Severndroog Castle

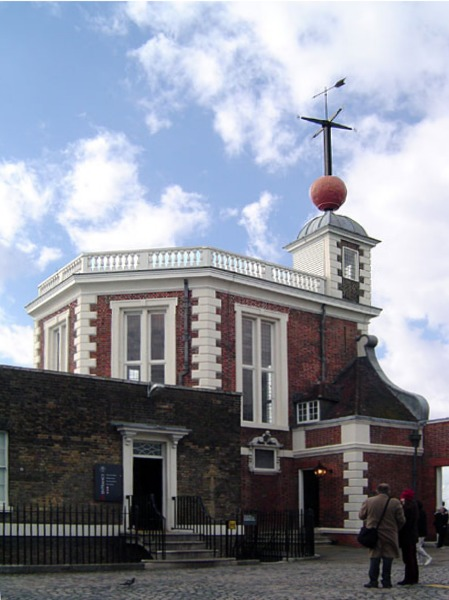
Royal Greenwich Observatory

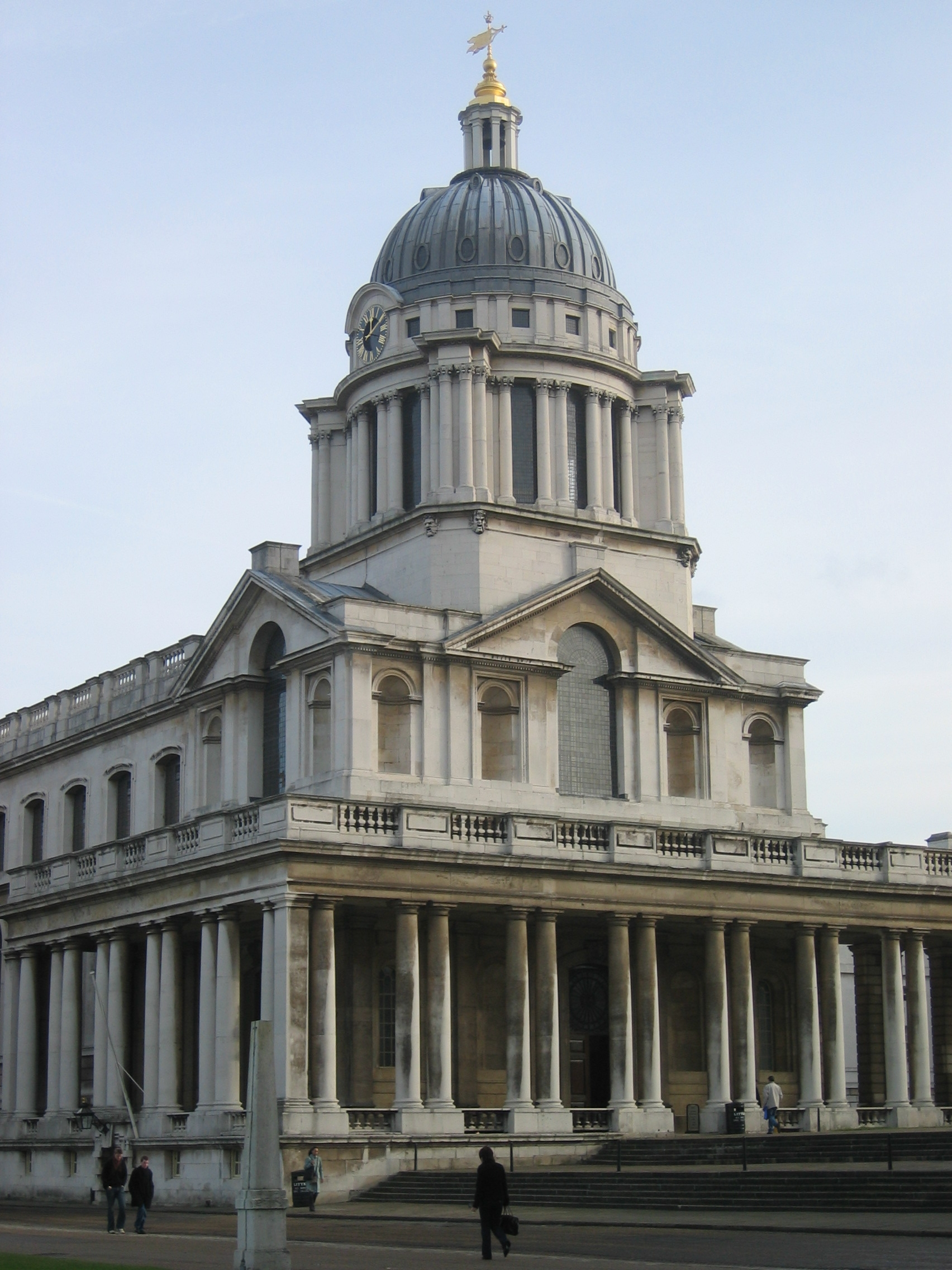
Queen Mary Building des ehemaligen Royal Naval College

- Royal Arsenal mit Royal Artillery Museum
- Royal Artillery Barracks
- Thomas Tallis School

## Sport
Das Fußballstadion The Valley liegt im Stadtteil Charlton und ist die Heimat des früheren Premier-League-Vereins und jetzigen Zweitligisten Charlton Athletic FC. Während der Olympischen Sommerspiele 2012 haben im Royal Borough of Greenwich zahlreiche Sportwettbewerbe stattgefunden: Schießen in den Royal Artillery Barracks, Reitsport im Greenwich Park sowie Turnen und Basketball im O2.

## Persönlichkeiten
- Elisabeth I. (1533–1603), englische Königin
- Heinrich VIII. (1491–1547), englischer König
- George Biddell Airy (1801–1892), Astronom
- Algernon Blackwood (1869–1951), Schriftsteller
- Richard Branson (* 1950), Unternehmer
- William Congreve (1772–1828), Ingenieur
- Steve Davis (* 1957), Snookerspieler
- Charles George Gordon (1833–1885), General
- Bob Hope (1903–2003), Komiker, Schauspieler und Entertainer
- Flinders Petrie (1853–1942), Ägyptologe
- Chris Smalling (* 1989), Fußballspieler
- Edgar Wallace (1875–1932), Schriftsteller und Regisseur
- Shaun Wright-Phillips (* 1981), Fußballspieler

## Städtepartnerschaften
Es bestehen Städtepartnerschaften mit Tema in Ghana, Maribor in Slowenien und mit dem Bezirk Reinickendorf in Berlin.